# 길버트 테일러
길버트 테일러(Gilbert Taylor, 1914년 4월 12일~2013년 8월 23일)는 영국의 영화 감독이다.
영국 촬영감독협회의 창립 멤버이고, 그간의 작품 활동과 업적을 인정받아 2001년 협회로부터 공로상을 수상했다.

## 생애
1914년 영국 하트퍼드셔주에서 태어났으며, 1929년 카메라 보조가 되어 영화 업계에 입문하였다. 이후 감독 알프레드 히치콕의 영화 《프렌지》와 가수 비틀즈의 공연을 담은 《어 하드 데이스 나이트》에 이름을 올렸고, 《스타워즈 에피소드4 - 새로운 희망》을 통해 유명세를 떨쳤다.

## 사망
2013년 8월 23일, 테일러는 영국 아일오브와이트의 자택에서 별세하였다. 향년 99세. 그의 부인은 "멋지고 친절하고 재미가 있었으며 모든 면에서 재능이 있었다"고 애도했다.